# 翼斑似天竺魚
翼斑擬天竺魚（學名：Apogonichthyoides maculipinnis），又稱翼斑似天竺鯛，為輻鰭魚綱鈎頭魚目天竺鯛科擬天竺魚屬下的一個種，分布於西印度洋馬爾地夫海域，深度10至40公尺，本魚體延長，長橢圓形，體稍側扁，頭大、眼大，口大且斜裂，頜齒細小，鋤骨和腭骨通常具齒，舌上無齒，前鰓蓋骨脊平滑，體被弱櫛鱗，背鰭2個，身體有大小不一的褐色斑點，眼睛下方有一個深色的楔形條紋，第三和第四背鰭棘間的鰭膜上有一個大的黑點，最後兩條分枝背鰭條的基部有一個小黑褐色斑點，第二背鰭有褐色條紋，上下透明，背鰭硬棘8枚、背鰭軟條9枚、臀鰭硬棘2枚、臀鰭軟條8枚，體長可達4公分，棲息在礁石區沙石底質的水域，屬肉食性，以小型無脊椎動物為食，夜行性，繁殖期時，雄魚具有口孵習性，卵約7日化成仔魚，由雄魚吐出，具短暫的仔魚飄浮期，生活習性不明。